# Conotrachelus coronatus
Conotrachelus coronatus – gatunek chrząszcza z rodziny ryjkowcowatych.

## Taksonomia
Gatunek ten został opisany w 1878 roku przez Johna Lawrence'a LeConte. Lokalizacją typową jest miejscowość Enterprise w Hrabstwie Volusia na Florydzie.

## Zasięg występowania
Ameryka Północna - występuje płd. USA (od Arizony i Teksasu na zach. po Karolinę Południową i Florydę na wsch.), oraz na Kubie.

## Budowa ciała
Osiąga 3 mm długości.

## Biologia i ekologia
Na Florydzie występuje na kłoci porastającej sawanny.